# Anurognathus ammoni
Anurognathus (il cui nome significa "mascella senza coda") è un genere estinto di pterosauro anurognathide di piccole dimensioni vissuto nel Giurassico superiore, circa 150.8–148.5 milioni di anni fa (Titoniano), in quelli che oggi sono i calcari di Solnhofen, Germania. Il genere contiene una singola specie, ossia A. ammoni, nominata e descritta per la prima volta da Ludwig Döderlein, nel 1923. Il nome del genere Anurognathus deriva dal greco αν/an- ("senza"), оυρα/oura ("coda") e γναθος/gnathos ("mascella") in riferimento alla sua coda insolitamente corta rispetto ad altri pterosauri "rhamphorhynchoidi" (cioè basali). Il nome specifico, ammoni, rende omaggio al geologo bavarese Ludwig von Ammon, dalla cui collezione Döderlein aveva acquisito il fossile nel 1922.

## Descrizione
Il genere Anurognathus è basato sull'olotipo BSP 1922.I.42 (Bayerische Staatssammlung für Palaeontologie und Geologie), ritrovato nei calcari di Solnhofen, vicino a Eichstätt. Questo esemplare consiste in uno scheletro relativamente completo ma schiacciato su una lastra. Tuttavia, all'esemplare manca la contro-lastra e con essa la maggior parte degli elementi ossei: gran parte dello scheletro è visibile solo come impronta lasciata dal materiale osseo sulla lastra.
Anurognathus aveva una testa corta e larga, dotata di ampie fauci con denti simili a spilli adatti a catturare insetti, e, sebbene, sia tradizionalmente attribuito al gruppo degli pterosauri dalla coda lunga, i "rhamphorhynchoidea", la sua coda era relativamente corta, consentendogli una maggiore manovrabilità durante la caccia a prede piccole e veloci. Secondo la prima interpretazione di Döderlein la coda di Anurognathus era sostituita da un pigostilo simile a quello degli uccelli moderni. I suoi caratteri da "rhamphorhynchoide" più tipici includono il quinto dito allungato del piede e i metacarpi e il collo più corti. Con un'apertura alare stimata a 50 centimetri (20 pollici) e un corpo lungo 9 centimetri (cranio incluso), il suo peso era estremamente ridotto: nel 2008 Mark Paul Witton stimò una massa di 40 grammi per un esemplare con un'apertura alare di 35 centimetri. L'olotipo venne in seguito ridescritto da Peter Wellnhofer, nel 1975.
Successivamente è stato rinvenuto un secondo esemplare più piccolo, probabilmente un individuo subadulto. La sua lastra e controlastra sono separate ed entrambe sono state vendute a collezioni private, pertanto l'esemplare non ha una registrazione ufficiale, venendo descritto da S. Christopher Bennet solo nel 2007. Questo secondo esemplare è molto più completo e meglio articolato dell'olotipo, mostrando persino l'impronta di gran parte della membrana alare, e, sotto luce UV, sono visibili pure i resti dei muscoli della coscia e del braccio, fornendo nuove informazioni su molti punti dell'anatomia dell'animale. Questo esemplare mostra un cranio largo e corto, dimostrando che nella sua prima ricostruzione del 1975, Wellnhofer aveva erroneamente scambiato le grandi orbite per le fenestrae antorbitales (aperture del cranio che nella maggior parte degli pterosauri sono più grandi delle orbite) che in Anurognathus sono piccole e insieme alle narici erano poste nella parte anteriore del muso piatto. Gli occhi puntavano in avanti fornendo una visione binoculare. La maggior parte del cranio era costituita da montanti ossei. Il presunto pigostilo della coda proposto da Döderlein era assente; studiando le vere nove vertebre caudali del nuovo esemplare, Bennet constatò che le vertebre caudali erano sì ridotte, ma non fuse. Il quarto dito alare (che sosteneva la membrana alare) mancava della quarta falange. Secondo Bennett una membrana, visibile vicino allo stinco, mostrava che la membrana alare si attaccava alla caviglia ed era quindi piuttosto corta e larga. Bennett ha anche ristudiato l'olotipo, interpretando le protuberanze sulla parte anteriore del cranio come un'indicazione che sul muso dell'animale fossero presenti lunghi peli setolosi, simili a quelli presenti sul becco dei podarghi.

## Classificazione

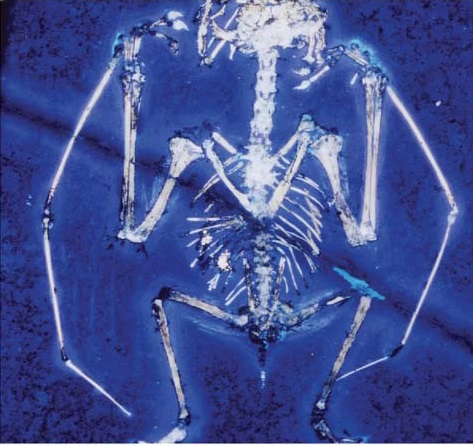
Il secondo esemplare sotto luce UV; da notare i dettagli della membrana alare e i muscoli degli arti.

Anurognathus è stato assegnato da Oskar Kuhn alla famiglia Anurognathidae, nel 1937. Nel moderno clade Anurognathidae, Anurognathus è il sister taxon del clade Batrachognathinae, che contiene Batrachognathus, Dendrorhynchoides e Jeholopterus. Nel 2021, un'analisi filogenetica condotta da Xuefang Wei e colleghi ha recuperato Anurognathus all'interno della sottofamiglia Anurognathinae, una sottofamiglia all'interno della famiglia Anurognathidae. In questo studio, Anurognathus è risultato essere il sister taxon di Vesperopterylus. Di seguito è riportato un cladogramma che rappresenta la loro analisi filogenetica:
|  | Sinomacrops bondei     |
|  |                        |
|  | Batrachognathus volans |
|  |                        |

|  | Jeholopterus ningchengensis                                                           |
|  |                                                                                       |
|  | \| \| Anurognathus ammoni \| \| \| \| \| \| Vesperopterylus lamadongensis \| \| \| \| |
|  |                                                                                       |
|  | Anurognathus ammoni                                                                   |
|  |                                                                                       |
|  | Vesperopterylus lamadongensis                                                         |
|  |                                                                                       |

|  | Anurognathus ammoni           |
|  |                               |
|  | Vesperopterylus lamadongensis |
|  |                               |

|  | Jeholopterus ningchengensis                                                           |
|  |                                                                                       |
|  | \| \| Anurognathus ammoni \| \| \| \| \| \| Vesperopterylus lamadongensis \| \| \| \| |
|  |                                                                                       |
|  | Anurognathus ammoni                                                                   |
|  |                                                                                       |
|  | Vesperopterylus lamadongensis                                                         |
|  |                                                                                       |

|  | Anurognathus ammoni           |
|  |                               |
|  | Vesperopterylus lamadongensis |
|  |                               |

|  | Jeholopterus ningchengensis                                                           |
|  |                                                                                       |
|  | \| \| Anurognathus ammoni \| \| \| \| \| \| Vesperopterylus lamadongensis \| \| \| \| |
|  |                                                                                       |
|  | Anurognathus ammoni                                                                   |
|  |                                                                                       |
|  | Vesperopterylus lamadongensis                                                         |
|  |                                                                                       |

|  | Anurognathus ammoni           |
|  |                               |
|  | Vesperopterylus lamadongensis |
|  |                               |

|  | Jeholopterus ningchengensis                                                           |
|  |                                                                                       |
|  | \| \| Anurognathus ammoni \| \| \| \| \| \| Vesperopterylus lamadongensis \| \| \| \| |
|  |                                                                                       |
|  | Anurognathus ammoni                                                                   |
|  |                                                                                       |
|  | Vesperopterylus lamadongensis                                                         |
|  |                                                                                       |

|  | Anurognathus ammoni           |
|  |                               |
|  | Vesperopterylus lamadongensis |
|  |                               |

|  | Sinomacrops bondei     |
|  |                        |
|  | Batrachognathus volans |
|  |                        |

|  | Jeholopterus ningchengensis                                                           |
|  |                                                                                       |
|  | \| \| Anurognathus ammoni \| \| \| \| \| \| Vesperopterylus lamadongensis \| \| \| \| |
|  |                                                                                       |
|  | Anurognathus ammoni                                                                   |
|  |                                                                                       |
|  | Vesperopterylus lamadongensis                                                         |
|  |                                                                                       |

|  | Anurognathus ammoni           |
|  |                               |
|  | Vesperopterylus lamadongensis |
|  |                               |

|  | Jeholopterus ningchengensis                                                           |
|  |                                                                                       |
|  | \| \| Anurognathus ammoni \| \| \| \| \| \| Vesperopterylus lamadongensis \| \| \| \| |
|  |                                                                                       |
|  | Anurognathus ammoni                                                                   |
|  |                                                                                       |
|  | Vesperopterylus lamadongensis                                                         |
|  |                                                                                       |

|  | Anurognathus ammoni           |
|  |                               |
|  | Vesperopterylus lamadongensis |
|  |                               |

|  | Jeholopterus ningchengensis                                                           |
|  |                                                                                       |
|  | \| \| Anurognathus ammoni \| \| \| \| \| \| Vesperopterylus lamadongensis \| \| \| \| |
|  |                                                                                       |
|  | Anurognathus ammoni                                                                   |
|  |                                                                                       |
|  | Vesperopterylus lamadongensis                                                         |
|  |                                                                                       |

|  | Anurognathus ammoni           |
|  |                               |
|  | Vesperopterylus lamadongensis |
|  |                               |

|  | Jeholopterus ningchengensis                                                           |
|  |                                                                                       |
|  | \| \| Anurognathus ammoni \| \| \| \| \| \| Vesperopterylus lamadongensis \| \| \| \| |
|  |                                                                                       |
|  | Anurognathus ammoni                                                                   |
|  |                                                                                       |
|  | Vesperopterylus lamadongensis                                                         |
|  |                                                                                       |

|  | Anurognathus ammoni           |
|  |                               |
|  | Vesperopterylus lamadongensis |
|  |                               |

|  | Sinomacrops bondei     |
|  |                        |
|  | Batrachognathus volans |
|  |                        |

|  | Jeholopterus ningchengensis                                                           |
|  |                                                                                       |
|  | \| \| Anurognathus ammoni \| \| \| \| \| \| Vesperopterylus lamadongensis \| \| \| \| |
|  |                                                                                       |
|  | Anurognathus ammoni                                                                   |
|  |                                                                                       |
|  | Vesperopterylus lamadongensis                                                         |
|  |                                                                                       |

|  | Anurognathus ammoni           |
|  |                               |
|  | Vesperopterylus lamadongensis |
|  |                               |

|  | Jeholopterus ningchengensis                                                           |
|  |                                                                                       |
|  | \| \| Anurognathus ammoni \| \| \| \| \| \| Vesperopterylus lamadongensis \| \| \| \| |
|  |                                                                                       |
|  | Anurognathus ammoni                                                                   |
|  |                                                                                       |
|  | Vesperopterylus lamadongensis                                                         |
|  |                                                                                       |

|  | Anurognathus ammoni           |
|  |                               |
|  | Vesperopterylus lamadongensis |
|  |                               |

|  | Jeholopterus ningchengensis                                                           |
|  |                                                                                       |
|  | \| \| Anurognathus ammoni \| \| \| \| \| \| Vesperopterylus lamadongensis \| \| \| \| |
|  |                                                                                       |
|  | Anurognathus ammoni                                                                   |
|  |                                                                                       |
|  | Vesperopterylus lamadongensis                                                         |
|  |                                                                                       |

|  | Anurognathus ammoni           |
|  |                               |
|  | Vesperopterylus lamadongensis |
|  |                               |

|  | Jeholopterus ningchengensis                                                           |
|  |                                                                                       |
|  | \| \| Anurognathus ammoni \| \| \| \| \| \| Vesperopterylus lamadongensis \| \| \| \| |
|  |                                                                                       |
|  | Anurognathus ammoni                                                                   |
|  |                                                                                       |
|  | Vesperopterylus lamadongensis                                                         |
|  |                                                                                       |

|  | Anurognathus ammoni           |
|  |                               |
|  | Vesperopterylus lamadongensis |
|  |                               |

|  | Sinomacrops bondei     |
|  |                        |
|  | Batrachognathus volans |
|  |                        |

|  | Jeholopterus ningchengensis                                                           |
|  |                                                                                       |
|  | \| \| Anurognathus ammoni \| \| \| \| \| \| Vesperopterylus lamadongensis \| \| \| \| |
|  |                                                                                       |
|  | Anurognathus ammoni                                                                   |
|  |                                                                                       |
|  | Vesperopterylus lamadongensis                                                         |
|  |                                                                                       |

|  | Anurognathus ammoni           |
|  |                               |
|  | Vesperopterylus lamadongensis |
|  |                               |

|  | Jeholopterus ningchengensis                                                           |
|  |                                                                                       |
|  | \| \| Anurognathus ammoni \| \| \| \| \| \| Vesperopterylus lamadongensis \| \| \| \| |
|  |                                                                                       |
|  | Anurognathus ammoni                                                                   |
|  |                                                                                       |
|  | Vesperopterylus lamadongensis                                                         |
|  |                                                                                       |

|  | Anurognathus ammoni           |
|  |                               |
|  | Vesperopterylus lamadongensis |
|  |                               |

|  | Jeholopterus ningchengensis                                                           |
|  |                                                                                       |
|  | \| \| Anurognathus ammoni \| \| \| \| \| \| Vesperopterylus lamadongensis \| \| \| \| |
|  |                                                                                       |
|  | Anurognathus ammoni                                                                   |
|  |                                                                                       |
|  | Vesperopterylus lamadongensis                                                         |
|  |                                                                                       |

|  | Anurognathus ammoni           |
|  |                               |
|  | Vesperopterylus lamadongensis |
|  |                               |

|  | Jeholopterus ningchengensis                                                           |
|  |                                                                                       |
|  | \| \| Anurognathus ammoni \| \| \| \| \| \| Vesperopterylus lamadongensis \| \| \| \| |
|  |                                                                                       |
|  | Anurognathus ammoni                                                                   |
|  |                                                                                       |
|  | Vesperopterylus lamadongensis                                                         |
|  |                                                                                       |

|  | Anurognathus ammoni           |
|  |                               |
|  | Vesperopterylus lamadongensis |
|  |                               |

## Paleobiologia

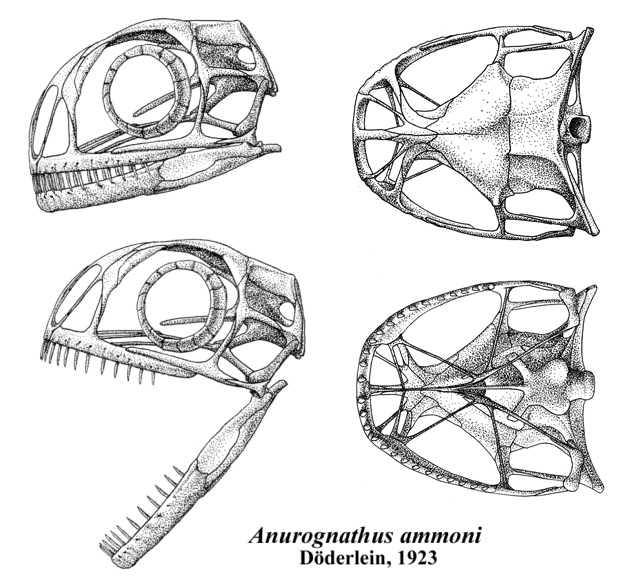
Illustrazione del cranio di Jaime Headden

Secondo Döderlein, con le sue lunghe ali Anurognathus era un veloce volatore che sorprendeva le sue prede, in modo simile al moderno succiacapre. Bennett, tuttavia, dedusse dalle vere proporzioni delle ali, più corte ed ampie, combinate con la coda corta, che Anurognathus fosse un predatore volante più lento ma dotato di una maggiore manovrabilità, usando i suoi grandi occhi adattati a uno stile di vita crepuscolare per cercare prede nel buio. Questo comportamento sarebbe anche supportato dalla grande flessibilità delle articolazioni delle dita alari. Sapendo che la maggior parte degli anurognathidi fossero ricoperti da picnofibre, come visto in Jeholopterus, che si estendevano fin sul bordo delle ali, quest'ultime avrebbero attutito i battiti d'ali dell'animale, permettendogli di cacciare silenziosamente, come i moderni gufi.   
Il ricercatore Chris Bennett pubblicò un articolo, nel 1995, che esaminava i tassi di crescita degli pterosauri. Con i fossili ritrovati di Rhamphorhynchus, è stato in grado di constatare che tutte le ossa conservate in esemplari di pochi giorni erano molto dure e ossificate proprio come se fossero adulti. Questa fase di sviluppo stava progredendo molto più rapidamente rispetto a quella degli uccelli moderni. Ciò indica che i giovani pterosauri fossero meno dipendenti dalle cure parentali, e che fossero autosufficienti quasi fin dalla nascita, essendo forse anche in grado di volare dopo poco tempo. 
Habib e Witton hanno anche descritto come gli pterosauri divennero insettivori, proprio come si vede in Anurognathus e Dendrorhynchoides, e come ciò si colleghi alla loro morfologia funzionale, dimostrando che grazie alla manovrabilità e flessibilità delle loro ali, gli anurognathidi e altre specie di piccole dimensioni, fossero in grado di catturare insetti e di muoversi agilmente in ambienti chiusi, come i sottoboschi. Per prevedere che tipo di prede potessero far parte della dieta di questi animali, Habib e Witton hanno stimato l'apertura massima delle fauci di questi piccoli pterosauri, usando come riferimento le misurazioni della punta premascellare fino alle punte della mascella e quindi la larghezza tra le sezioni. I loro calcoli hanno previsto 1734 mm2 per le lacune stimate fornite dall'olotipo di Anurognathus, Dendrorhynchoides e Jeholopterus. Il team di ricerca ha concluso che le prede consumate da animali come Anurognathus dovevano essere molto piccole, circa 11 millimetri in totale.

## Paleoecologia
Grazie ai loro grandi occhi, le ali corte e larghe, la loro manovrabilità aerea ed i loro denti aghiformi, gli anurognathidi come Anurognathus, probabilmente, occupavano una propria particolare nicchia ecologica, come cacciatori aerei di insetti. I grandi occhi dell'animale suggeriscono che cacciasse in condizioni di scarsa luminosità. Altri pterosauri ritrovati nei calcari di Solnhofen, sono stati indicati come notturni, tra cui il filtratore Ctenochasma e il piscivoro Rhamphorhynchus. Al contrario, il più piccolo Pterodactylus e il predatore volante Scaphognathus erano probabilmente diurni. Anurognathus era probabilmente un predatore crepuscolare che viveva nell'entroterra, cacciando insetti e altri piccoli animali nel sottobosco.

## Nella cultura di massa
Anurognathus appare nel secondo episodio della serie di documentari britannici Nel mondo dei dinosauri (1999). Nell'episodio l'animale viene erroneamente mostrato nella Formazione Morrison, Nord America, in una relazione simbiotica con i sauropodi Diplodocus, nutrendosi di insetti parassiti che infestano il dinosauro. L'aspetto dell'animale nell'episodio è molto diverso dalla sua controparte preistorica, mostrando un cranio allungato e alto, un lungo collo, ali strette e lunghe e una totale mancanza di picnofibre sul corpo. Sebbene la loro simbiosi con Diplodocus nello show sia totalmente speculativa, è altamente improbabile se si analizza l'anatomia dell'animale.   
Anurognathus appare anche come principale antagonista nel quinto episodio della prima stagione della serie televisiva fantascientifica Primeval (2007). In questo episodio l'aspetto dell'animale è simile a quello visto in Nel mondo dei dinosauri, oltre al fatto che viene identificato come un animale del Cretaceo superiore, 85 milioni di anni fa, e presenta un comportamento simile ad un piranha. Come licenza artistica, l'animale nella serie caccia in enormi stormi ed è attratto dall'odore del sangue, comportandosi come una sorta di piranha volante, sebbene ciò sia in contrasto con ciò che si conosce dell'animale.
L'Anurognathus viene introdotto nel franchise di Jurassic Park all'interno del film Jurassic World - La rinascita (2025), in cui, nonostante l'aspetto molto simile alla sua controparte realistica, presenta una pelle squamosa priva di picnofibre e una coda leggermente più lunga.